# 中央六项禁令
“六项禁令”是2012年12月4日，中国共产党内就全面从严治党、改进党风建设提出的六项基本指标，原为中共浙江省委依据中共中央总书记习近平提出的“中央八项规定”而再创造的详细条款，因每条以“严禁”开头，被称为“六项禁令”。

## 历史沿革

### 背景
六项禁令、八项规定未提出之前，在中国共产党领导下的部分公务员、官职人员身上日益出现形式主义、官僚主义、享乐主义和奢靡之风等，四风不正的严重情况，以及一些公职人员腐败贪污，滥用职权之便，持续高消费和出手阔气，行贿走后门之风弥漫，更有一批执政官员成为中国黑社会的保护伞等情况，例如：
- 1951年底，刘青山张子善案发。1952年2月10日，中华人民共和国政府以贪污罪名公开处决张子善与刘青山。1950年至1951年，二人在任天津专区领导期间，盗窃地方粮款28,9151万元（旧币）、防汛水利专款30亿元、救灾粮款4亿元、干部家属救济粮款1亿4千万元，克扣修理机场民工供应补助粮款5亿4千3百3十万元，赚取治河民工供应粮款3亿7473万元，倒卖治河民工食粮从中渔利22亿元；此外还以修建为名骗取银行贷款60亿元，从事非法经营。

- 2005年9月，經濟合作與發展組織（OECD）在北京舉行的「亞太反貪腐倡議（Anti-corruption Initiative for Asia-Pacific）」研討會上發表報告指出，隨經濟改革，中國的貪污問題日益猖獗。2004年中國涉及貪污的金額高達4090億元人民幣至6830億元人民幣。
- 2007年9月26日，柏林透明國際指出，在一百八十個國家的評比中，中國清廉指數（CPI）第七十二名。

因此，中共当局和领导人开始了一系列的自身整顿运动，虽然并非文革期间的自上而下的阶级斗争，而是受中国大陆广大百姓的要求和监督下，其约束力比较显著，例如邓小平时期的“清理三种人”、江泽民时期的“三个代表”；胡锦涛时期的“唱红打黑”：
- 中国共产党第十七届中央纪律检查委员会第二次全体会议上,前中共中央總書記胡锦涛发表讲话，表示今后会把反腐败工作的成效看作是取信于民的重要指标，这是中国进入转型发展近30年来第一次明确提出来的关于反腐败目标的看法[2]。
- 2012年11月15日，習近平在中共十八屆一中全會上當選中國共產黨中央委員會總書記，他上任後與中共中央紀委書記王岐山實行嚴厲的反腐行動，導致大量在任或已經卸任的官員落馬，包括原中央政治局常委周永康和原中央軍委副主席郭伯雄、徐才厚等退休高官。

### 过程
2012年12月4日，中共中央政治局召开会议，由时任中共中央总书记习近平提出，并出台了改进工作作风、密切联系群众的八项规定。
2012年12月26日，浙江省官员依据八项规定的内容，自行再创出中央六项禁令，后经中共当局以及中共所控制下的新闻媒体广泛转发，并正式定名为六项禁令。

### 结果
2012年12月26日，六项禁令的提出给中共在自身管理上提供了条文依据，而这六项禁令至2016年后还在实行。

## 內容
1.严禁用公款搞相互走访、送礼、宴请等拜年活动。
2.严禁向上级部门赠送土特产。
3.严禁违反规定收送礼品、礼金、有价证券、支付凭证和商业预付卡。
4.严禁滥发钱物，讲排场、比阔气，搞铺张浪费。　　
5.严禁超标准接待。领导干部下基层调研、参加会议、检查工作等，要严格按照中央和省委的有关要求执行。
6.严禁组织和参与赌博活动。各级党员干部一定要充分认识赌博的严重危害性，决不组织和参与任何形式的赌博活动。

## 影响
八项规定和六项禁令影响部分高端商品和服务的消费。据北京市商务委称，受中央八项规定的影响，北京餐饮企业纷纷转型，使得大众餐饮逆势而上，同比增长一成多。在2014年八项规定实施一年多以后，有调查显示高档酒品、茶叶等销售额有明显下降。奢侈品的市场也疲软。

## 评价
有社会学者分析称：八项规定、六项禁令、反对“四风”使中国大陆地区全面进入反腐倡廉的新政，从一定程度上影响了中国奢侈品灰色消费市场，从根源上剔除剥削阶级思想，大大警醒了中国执政官员莫腐败的自觉性。